# Higašijama
Higašijama (東山天皇; Higašijama Tennó, 21. října 1675 – 16. ledna 1710) byl 113. japonským císařem. Vládl od 8. května 1687 do 27. července 1709. Jeho vlastní jméno bylo Asahito.
Na trůn usedl poté, co v roce 1687 abdikoval císař Reigen. Avšak Reigen pokračoval ve vládě Higašijamovým jménem. Císař Higašijama abdikoval v roce 1709, na trůn po něm usedl jeho syn Jasuhito, pozdější císař Nakamikado. Higašijama necelý půlrok poté zemřel na pravé neštovice.

## Mládí
Před Higašijamovým nástupem na chryzantémový trůn bylo jeho osobní jméno (imina) Asahito (朝仁) nebo Tomohito. Narodil se 21. října 1675 jako pátý syn císaře Reigena a dvorní dámy jménem Muneko Macuki. Princ Tomohito byl synem vedlejší choti, ale adoptovala ho císařovna Fusako Takacukasa (hlavní choť nebo čúgú). Tomohito a jeho rodina žili v Dairi paláce Heian. Mezi události, které se odehrály předtím, než se Tomohito stal korunním princem, patří velká povodeň, která zdevastovala Edo, velký hladomor, který zdevastoval Kjóto, a velký požár Tenna v Edu. V Edu byl také založen šingonský buddhistický chrám Gokoku-dži, který dodnes zůstává jedním z mála míst v Tokiu, které přežilo druhou světovou válku. Tomohito-šinnó byl prohlášen korunním princem v roce 1682 a získal titul go-no-mija (五宮). Poprvé po více než 300 letech se při této příležitosti konala slavnostní investitura. V roce 1684 shořel kjótský císařský palác, což vedlo k rekonstrukci, která trvala rok. Dopady tohoto požáru na císařskou rodinu, pokud nějaké, nejsou známy. Bratr císaře Reigena, bývalý císař Go-Sai, zemřel 26. března 1685 a v tu noc byla pozorována velká kometa procházející noční oblohou.

## Genealogie
Higašijama měl nejméně 11 dětí.

### Choť
| Pozice | Jméno                                                        | Narození           | Úmrtí           | Otec                       | Potomci                                 |
| ------ | ------------------------------------------------------------ | ------------------ | --------------- | -------------------------- | --------------------------------------- |
| Čúgú   | Princezna Jukiko (幸子女王) (později: Šóšúmon’in - 承秋門院) | 14. listopadu 1680 | 18. března 1720 | Jukihito Arisugawa-no-mija | - První dcera: císařská princezna Akiko |

### Konkubíny
| Jméno                                                             | Narození | Úmrtí | Otec                                      | Potomci |
| ----------------------------------------------------------------- | -------- | ----- | ----------------------------------------- | --- |
| Jošiko Kušige (櫛笥賀子) (později: Šin-sjukenmon’in - 新崇賢門院) |          |       | Takatomo Kušige                           | - První syn: princ Iči - Druhý syn: princ Ni - Čtvrtý syn: princ Hisa - Druhá dcera: princezna Tomi - Pátý syn: císařský princ Jasuhito (později císař Nakamikado) - Šestý syn: císařský princ Naohito Kan'in-no-mija |
| Cuneko Reizei (冷泉経子)                                          | 1678     | 1755  |                                           | - Třetí syn: císařský princ kněz Kókan |
|                                                                   |          |       | Nagakazu Takacudži (aka: Sugawara - 菅原) | - Třetí dcera: princezna Kómjódžjó'in - Čtvrtá dcera: princezna Sjósjuku |

### Potomci
| Status       | Jméno                                                         | Narození | Úmrtí | Matka                    | Sňatek                                   | Potomci |
| ------------ | ------------------------------------------------------------- | -------- | ----- | ------------------------ | ---------------------------------------- | --- |
| První syn    | Princ Iči (一宮)                                              | 1693     | 1694  | Jošiko Kušige            | —                                        | — |
| Druhý syn    | Princ Ni (二宮)                                               | 1696     | 1698  | Jošiko Kušige            | —                                        | — |
| Třetí syn    | Císařský princ kněz Kókan (公寛法親王)                        | 1697     | 1738  | Cuneko Reizei            |                                          | |
| První dcera  | Císařská princezna Akiko (秋子内親王)                         | 1700     | 1756  | Princezna Jukiko         | Sadatake Fušimi-no-mija (císařský princ) | |
| Čtvrtý syn   | Princ Hisa(寿宮)                                              | 1700     | 1701  | Jošiko Kušige            | —                                        | — |
| Pátý syn     | Císařský princ Jasuhito (慶仁親王) (později císař Nakamikado) | 1702     | 1737  | Jošiko Kušige            | Hisako Konoe                             | - císařský princ Teruhito (později: císař Sakuramači) - princezna Sjósan - císařský princ kněz Džjun'nin - dalších 14 dětí... |
| Druhá dcera  | Princezna Tomi (福宮)                                         | 1703     | 1705  | Jošiko Kušige            | —                                        | — |
| Šestý syn    | Princ Naohito Kan'in-no-mija (閑院宮直仁親王)                 | 1704     | 1753  | Jošiko Kušige            | Sanuki Saemon-no-suke                    | Princ Sukehito Kan'in-no-mija (閑院宮典仁親王) (Otec císaře Kókaku)                                                           |
| Třetí dcera  | Princezna Kómjódžjó'in (光明定院宮) ((mrtvě narozená)         | 1707     | 1707  | dcera Nagakazu Takacudži | —                                        | — |
| Čtvrtá dcera | Princezna Sjósjuku (聖祝女王)                                 | 1709     | 1721  | dcera Nagakazu Takacudži | —                                        | — |